# Standardlösung

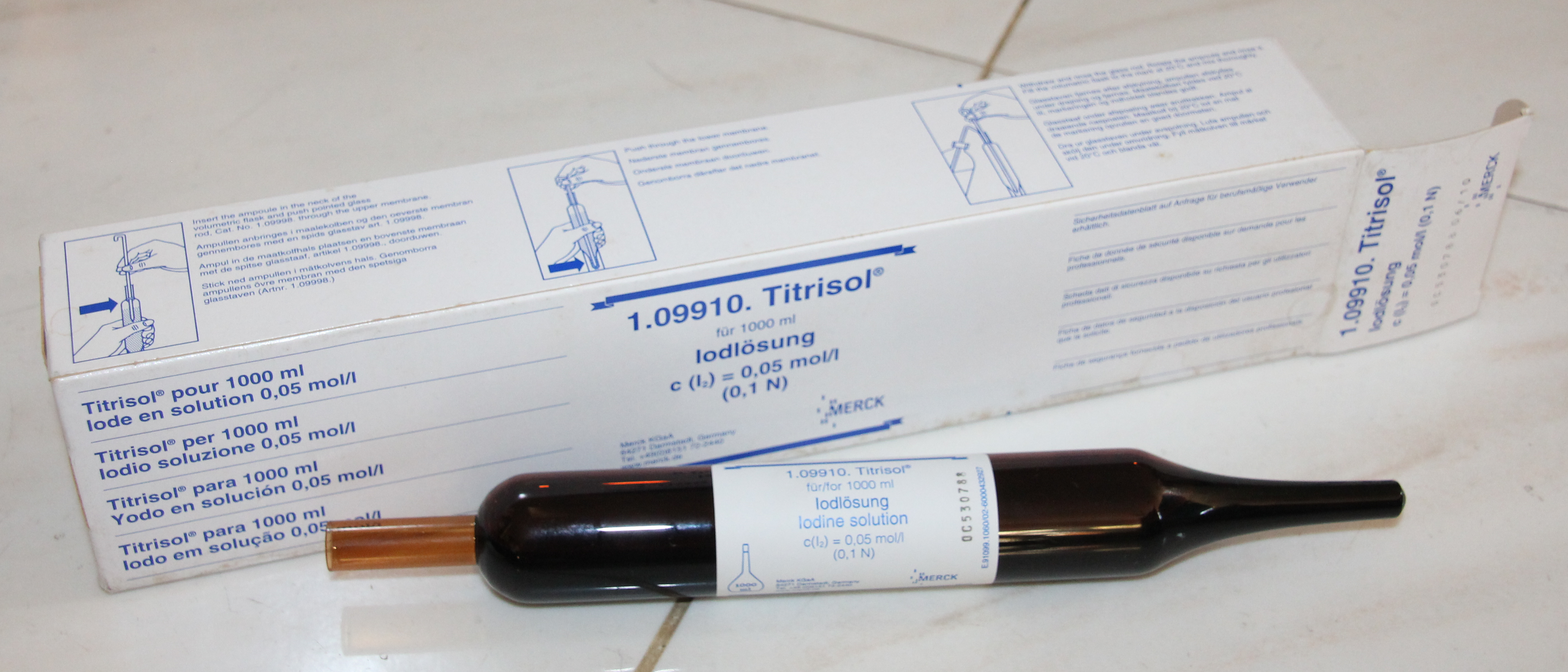
Standardlösung von Iod. Wird zur Herstellung einer Maßlösung in der Iodometrie verwendet.

Als Standardlösung wird eine Lösung bezeichnet, die genau bekannte Konzentrationen eines oder mehrerer darin enthaltener Reinstoffe aufweist. Sie wird aus sogenannten Primärstandards hergestellt. Dies sind Reinstoffe mit hoher, genau bekannter Reinheit. Wird eine Standardlösung zur Bestimmung eines Titers bei einer Titration verwendet, so nennt man sie Sekundärstandardlösung. Der enthaltene Standard reagiert dabei mit der zugegebenen Maßlösung in einem bestimmten stöchiometrischen Verhältnis.
Standardlösungen werden in der Analytischen Chemie entweder direkt oder als Stammlösung für die Herstellung von Verdünnungsreihen oder Maßlösungen verwendet. Oft werden sie nicht im Analyselabor hergestellt, sondern zugekauft. 